# Arthur Lipsett
Arthur Lipsett   (Montreal, 13 de maig de 1936 - Montreal, 1 de maig de 1986) va ser un director canadenc d'avantguarda conegut pel seus característics curts, relacionats amb el cinema collage.

## Biografia
Va néixer a Mont-real, Canadà, en el si d'una família jueva. Va tenir una infància complicada. Als 10 anys, va veure la seva mare suïcidar-se. Posteriorment, el seu pare va decidir casar-se de nou sense consultar-li a Arthur i Marian, els seus fills. Malgrat el seu passat difícil, Lipsett va poder estudiar a l'École des pretendents-arts de Montréal, on va conèixer el seu futur mentor, Arthur Lismer, qui el recomanaria a National Film Board of Canada (NFB). L'any 1958 i amb tan sols 22 anys, Lipsett va passar a formar part del NFB com a editor i muntador.
La gran passió d'Arthur Lipsett era el so, un component de gran importància a la seva obra cinematogràfica. Lipsett es dedicava a recollir peces de so de diverses fonts i formats i els ajuntava per crear la sensació sonora tan característica dels seus curts. Després de mostrar aquestes creacions a alguns dels seus amics, li van suggerir que en fes d'allò una obra cinematogràfica combinant-les amb imatges i formant, d'aquella manera, un collage.
La primera obra que va fer és un curt de 7 minuts anomenat Very Nice, Very Nice que va ser nominat als Oscar en la categoria de Best Short Subject Millor l'any 1962. Malgrat no guanyar l'Oscar, aquesta pel·lícula va possibilitar que Lipsett entrés en el panorama cinematogràfic, fet que va fer que rebés l'elogi de considerables crítics i directors, entre ells, Stanley Kubrick i George Lucas.
L'any 1965, Lipsett va completar el seu curt A Trip Down Memory Lane, utilitzant material d'arxiu, alguns d'aquests de feia més de cinquanta anys. El curt va ser concebut amb la idea que fos una mena de càpsula temporal cinematogràfica.

## Mort
L'èxit de Lipsett li va permetre una mica llibertat dins la institució del NFB, però a mesura que les seves noves pel·lícules es consideraven més i més estranyes, aquesta llibertat va desaparèixer. Els seus últims anys van estar marcats per una sèrie de problemes psicològics que van posar fi a la vida de Lipsett, que va suïcidar-se l'any 1986, dues setmanes abans del seu 50è aniversari.

## Influència sobre Stanley Kubrick
Quan Stanley Kubrick va veure la pel·lícula va decidir contactar amb ell. Li va enviar una carta dient que la seva pel·lícula era "els usos de la imatge i banda sonora més imaginatius i brillants que havia vist mai"
Kubrick també li va oferir que fos el responsable i creador del tràiler per la seva propera pel·lícula, Doctor Strangelove. Lipsett va declinar l'oferta de manera que Kubrick va acabar dirigint el tràiler ell mateix. Tanmateix, és clarament notable la gran influència de Lipsett exercida en el resultat final del tràiler.

## Influència sobre George Lucas
La meticulositat de Lipsett a l'hora d'editar i la seva manera de combinar l'àudio amb el muntatge visual va ser l'aspecte que el va convertir en un gran referent. La seva pel·lícula 21-87 va exercir una profunda influència sobre George Lucas, qui va declarar que era "La classe de pel·lícula que volia fer — una pel·lícula abstracta i fora del comú" George Lucas va introduir aspectes temàtics de 21–87 a THX 1138, les seves pel·lícules de La guerra de les galàxies i American Graffiti.
Tot i que els directors mai s'arribessin a conèixer, George Lucas va confessar que hi ha moltes referències de 21-87 a La guerra de les galàxies i que l'ús del terme "The Force" era "un eco d'aquella frase que apareixia a 21-87". Una referència clara, per exemple, és la cel·la de la Princesa Leia a l'episodi Star Wars episodi IV: Una nova esperança, ja que el seu nombre és 2187. També apareix aquest nombre a Star Wars episodi VII: El despertar de la força, on apareix un personatge anomenat FN-2187.
Lipsett ha estat objecte de tres pel·lícules documentals. El 2006, Public Pictures va produir un llargmetratge documental sobre Lipsett, Remembering Arthur, en associació amb l'NFB, Bravo! i TVOntario. The Arthur Lipsett Project: A Dot on the Histomap és un documental de l'NFB de 2007 dirigit per Eric Gaucher. El 2010, l'NFB va produir el curt documental d'animació Lipsett Diaries, dirigit per Theodore Ushev i escrit per Chris Robinson.

## Documentals sobre Lipsett
Lipsett ha estat protagonista de tres pel·lícules documentals. L'any 2006 es va estrenar Remembering Arthur, produït per Public Pictures amb col·laboració del NFB, Bravo! i TVOntario. The Arthur Lipsett Project: A Dot on the Histomap és un documental de 2007, també del NFB i dirigit per Eric Gaucher. Per acabar, l'any 2010, el NFB va produir el curt animat documental anomenat Lipsett Diaries, dirigit per Theodore Ushev i escrit per Chris Robinson.
Amelia Does, va publicar la biografia Do Not Look Away: The Life of Arthur Lipsett i és col·laboradora d'una antologia d'assajos sobre les pel·lícules de Lipsett.

## Llegat
L'any 2014, el Prism Prize va batejar un dels seus premis amb el nom d'Arthur Lipsett. Es tracta d'un premi dedicat a videoclips musicals innovatius i influents procedents de Canada. Aquest honor es deu al fet que l'ús de la imatge i el so de l'obra de Lipsett va anticipar les tècniques d'edició i muntatge en el vídeoclips de música moderns.